# دبليو. بروس كاميرون
دبليو. بروس كاميرون (بالإنجليزية: W. Bruce Cameron)‏ هو كاتب العمود وصحفي أمريكي، ولد في 1960 في بيتوسكي في الولايات المتحدة.